# 坂本廣樹
坂本 廣樹（さかもと ひろき、男性、1953年6月25日 - ）は日本のグラフィックデザイナー。栃木県宇都宮市出身。

## 経歴
1953年6月25日宇都宮市生/さくら幼稚園・宇都宮小・一条中・壬生高・東海大学芸術学科卒
15歳の時に作新学院デザイン課の創設者が教育委員会から初めて県芸術展のデザイン部門を創設し小学5年生まれて初めて賞状銀賞を獲得し、そのディプロマのデザイン性に感動しデザイナーを目指した。
プロのデザイナーとして29歳で独立graphicmanを設立、当初からコンピューターを駆使したデザイン活動が候を制して成功し、35～45歳まで国内や世界のエキジビションに挑戦した。しかしその後は一切出品せず地元のデザイン活動とデザインジャンルの壁越えに挑戦した。近年10年間をかけて、ついにジャンルを超えたデザイン活動を実現した。
デザインが「付加価値」と言われ続けてきた原理をくつがえす「本価値」の意味付けとして、経済を支える理論、雇用を生み出す原則、社会に愛と平和、そしてデザインを生活の一部として考えるコンセプト、DESIGN LIFEの提唱を実現し、DESIGNがあらゆる視点から見ても、明快に結果を出す原理原則をもっているということを実証している。。
- 栃木県デザイン協会会長。JAGDA(日本グラフィックデザイナー協会)、ニューヨークADC、JSAI(人工知能学会)会員。

## 主な受賞歴
- 2010年:日本グッドデザイン賞受賞(スポーツのデザイン)
- 2000年:日本グッドデザイン賞受賞(家電のデザイン)
- 1997年:朝日広告賞審査委員賞(広告のデザイン)
- 1996年:日本パッケージデザイン賞(化粧品のデザイン)
- 1995年:ニューヨークADCメリット賞(平和のデザイン)
- 1990年:世界環境ポスタートリエンナーレ銀賞(環境のデザイン)

## 代表作品歴
- 2010年 - スポーツクラブで完走できるファーストライアスロンの発案とシステムデザイン
- 2009年 - DESIGNが人間の生活にも重要であると提唱「DESIGN LIFE」の発案とデザイン
- 2006年 - (株)アキモへ社名変更とCI計画、総合デザイン責任者
- 2006年 - 栃木秋本食品株式会社から(株)アキモへ社名変更計画とCI計画の実現
- 2004年 - こたつシステムコジマカラフルモザイクのデザインシステム制作
- 2003年 - シリーズ家電Kojima FreshGrayのデザインシステムの制作
- 1999年 - (株)アキモ、社名変更とともに2003年CI計画実施
- 1998年 - (株)コジマ、FreshGrayの総合デザイン責任者
- 1997年 - 栃木県選挙管理委員会キャラクター「パピット」のデザイン制作
- 1995年 - 国民文化祭とちぎのキャラクター「トッチー」のデザイン制作